# Магнитогорский металлургический комбинат
Магнитого́рский металлурги́ческий комбина́т (ММК, «Магнитка») — российский металлургический комбинат в городе Магнитогорск Челябинской области. Один из крупнейших металлургических комбинатов СНГ и России.
Полное фирменное наименование юридического лица — оператора предприятия: Публичное акционерное общество «Магнитогорский металлургический комбинат». Ранее носил наименования: Магнитогорский металлургический комбинат им. И. В. Сталина, Магнитогорский металлургический комбинат им. В. И. Ленина, ПО «Магнитогорский металлургический комбинат им. В. И. Ленина».
Из-за вторжения России на Украину Магнитогорский металлургический комбинат находится под санкциями всех стран Евросоюза, США, Великобритании и Украины.

## История
О значительных запасах железной руды горы Магнитной было известно ещё с XVIII века. В 1743 году оренбургским губернатором И. И. Неплюевым на этом месте была основана крепость Магнитная. Первыми официальными заявителями на рудные запасы горы были предприниматели И. Б. Твердышев и И. С. Мясников. В 1747 году они обратились в Оренбургскую губернскую канцелярию с просьбой закрепить за ними навечно гору Магнитную для добычи железной руды с её последующей переработкой на железоделательных заводах. 27 октября 1752 года Оренбургская канцелярия выдала документ, где было отмечено: «записать за Твердышевым и Мясниковым все найденные ими до сего времени руды». По указанию губернатора, им были отданы все земли для строительства заводов на реках Авзян и Тирлянка. Всего компаньонами было основано 15 металлургических заводов. Наследником горы Магнитной стал А. И. Пашков. В XVIII—XIX веках руда с горы поставлялась на Белорецкий завод. Пашковы владели горой единолично до 1874 года. Затем их заводы вместе с землями и рудниками были проданы за долги немецко-бельгийской фирме «Вогау и Ко». Новые владельцы увеличили добычу руды до 2—3 миллионов пудов в год. В отдельные периоды на горе работало до 2,5 тысяч человек. В 1828—1829 годы первыми исследователями горы Магнитной стали Э. К. Гофман и Г. Гельмерсен. В 1850-е годы инженер А. И. Антипов произвёл геологическую съёмку. В 1884 году гору Магнитную исследовал академик А. П. Карпинский, в 1895 году — А. А. Штукенберг. В ходе обследования Урала комиссией под руководством Д. И. Менделеева в июле 1899 года её представители побывали на горе Магнитной. Их вывод был однозначным: «Без сомнения, эксплуатация Магнитной должна и будет иметь другие размеры, могущие в десятки раз превзойти текущую ничтожную выработку». Д. И. Менделеевым было предложено использовать в металлургическом производстве в качестве топлива не только древесный уголь, но и каменные угли. Профессор Казанского университета А. А. Штукенберг отмечал, что доставка на Урал сибирского коксующегося угля «может послужить новой эрой в железном деле на Урале». Геологические исследования были проведены в 1911—12 годах профессором А. Н. Заварицким, который определил запасы руды в 5 миллиардов пудов, а исследования профессоров В. И. Баумана и И. М. Бахурина позволили увеличить объём разведанных запасов руд до 10 миллиардов.
Несмотря на большие запасы и высокое качество руды, рудное хозяйство на протяжении почти 150 лет носило примитивный характер. Руда добывалась бессистемно, только с 1899 года началась закладка правильных разрезов. Добыча велась 2—3 месяца в году и составляла не более 3 миллионов пудов. Акционерным обществом Белорецких заводов планировалось приступить к масштабной разработке природных богатств горы Магнитной. В 1917 году инженером Эмерлингом разработан проект строительства у горы Магнитной доменного завода производительностью в 345 тысяч тонн чугуна в год. Была начата постройка железной дороги Белорецк—Магнитная протяжённостью в 145 вёрст (построено до революции 15 вёрст). Попытку практически осуществить идею соединения сибирского угля и уральской железной руды предприняло Временное правительство, но летом 1917 года, после обследования Урала и Западной Сибири, американские специалисты дали отрицательный ответ на вопрос об экономической целесообразности Урало-Кузнецкого проекта, после чего отпал вопрос о строительстве железной дороги к горе Магнитной, который рассматривался в Министерстве путей сообщения летом 1917 года.

### Строительство комбината
В апреле 1925 года XIV партконференция РКП(б) постановила первоочерёдной задачей строительство нового металлургического завода на Урале у горы Магнитной. Вскоре под руководством С. И. Зеленцова образовано Уралпроектбюро (позднее — Уралгипромез), которое приступило к проектированию Магнитогорского металлургического завода. В июне 1925 года на совещании при Уралплане заявлено, что имеющиеся условия достаточны для строительства завода производительностью 50 миллионов пудов чугуна в год. В 1926—1928 годах заложено 59 буровых скважин общим метражом 5100 метров. В результате разведочного бурения запасы руды на горе Магнитной были определены в 275 миллионов тонн, со средним содержанием железа 60 %. В конце ноября 1926 года на заседании президиума Уралоблсовнархоза главный инженер Уралпроектбюро В. А. Гассельблат доложил о работе по проектированию новых заводов на Урале. Была утверждена площадка у горы Магнитной для строительства металлургического завода. Перед Наркоматом путей сообщения поставлена задача по форсированию проведения работ на прокладке железной дороги линии к будущему Магнитогорскому заводу.
В декабре 1928 года состоялась сессия технического совета Гипромеза, которая рассмотрела несколько проектов металлургического завода у горы Магнитной. Был принят проект, составленный Уралгипромезом. Его одобрил ВСНХ и в соответствии с решением объединённого заседания СНК СССР и СТО от 17 января 1929 года началось строительство Магнитогорского металлургического завода.
В марте 1930 года институт Гипромез (Государственный институт по проектированию металлических заводов ВСНХ СССР) заключил с американской проектно-строительной фирмой «Мак-Ки» (англ. Arthur McKee Company) из Кливленда договор на проектирование и общее руководство строительством Магнитогорского металлургического комбината. Первая группа специалистов фирмы во главе с помощником директора фирмы Струвеном и главным инженером Мурреем прибыла в СССР в мае 1930 года. Специалисты «Мак-Ки» разработали генеральный план комбината, который был увеличенным вариантом аналогичного завода U.S. Steel в городе Гэри (штат Индиана). Вместе с тем фирма не смогла в обозначенный в договоре срок разработать все необходимые чертежи, и постановлениями ВСНХ СССР от 24 декабря 1930 года и ЦК ВКП(б) от 25 января 1931 года проектирование было передано советским проектным организациям. С другой стороны, по информации на сайте ММК, проектирование нового металлургического комбината началось в мае 1925 года, в декабре 1928 года проект, разработанный институтом Уралгипромез, был официально утверждён, и в марте 1929 года на строительную площадку прибыли первые строители.
Металлург Авраамий Павлович Завенягин, руководивший комбинатом в 1933—37 годах, говорил: «Магнитку воздвигли, в сущности, три богатыря: Гугель (управляющий Магнитостроем в 1931—1932 годах), Марьясин (начальник строительства коксохимического производства Магнитостроя в 1929—1933) и Валериус (начальник треста Магнитостроя в 1936 году)». Все трое были расстреляны в 1937—1938 годах. Кроме них на должности главного инженера был военный строитель В. А. Сапрыкин, который был под следствием ранее и избежал этой участи.
31 января 1929 года Приказом ВСНХ СССР № 375 создан Магнитострой, начальником которого назначен С. М. Зеленцов. Серьёзный импульс стройке придало строительство железнодорожной линии от станции Карталы, завершившееся к середине 1929 года. В августе 1929 года началась разработка рудных залежей горы Магнитной (гора Ежовка). Первоначально руда поставлялась на другие металлургические предприятия Урала. С началом коллективизации и Первых пятилеток на стройку прибыли тысячи людей со всего Советского Союза. Активно привлекались зарубежные специалисты, в первую очередь американские. Центральная электростанция комбината строилась немецкой компанией AEG, огнеупорное производство налаживалось немецкой Krupp & Reismann, а горнорудное — британской Traylor. В проектировании комбината активно участвовали специалисты американской компании А. Кана «Альберт Кан инкорпорейтед» (англ. Albert Kahn, Inc.) (Albert Kahn, Inc.). Общее число иностранцев, работавших на стройке, составляло более 800 человек.
31 января 1932 года была запущена первая доменная печь комбината, летом того же года дала чугун вторая домна, ещё через год — домны № 3 и 4, также были запущены четыре мартеновские печи. Строительство металлургического комбината в целом было осуществлено в рекордно короткие сроки (первоначально окончание строительства было намечено к 1 января 1934 года). При этом работы осуществлялись во многом вручную, в крайне тяжёлых условиях. Комбинат получил имя Генерального секретаря ЦК ВКП(б) И. В. Сталина. В августе 1934 года был введён в действие первый сортовой прокатный стан «500».

### Комбинат в 1940-х — 1980-х годах
В годы Великой Отечественной войны комбинат, первоначально ориентированный на выпуск «гражданских» сортов металла, освоил выпуск броневой стали, а также прокатку броневого листа. В конце 1942 года вступила в строй домна № 5, крупнейшая в СССР.
После окончания войны ММК продолжал непрерывно развиваться. Строились новые доменные и мартеновские печи, коксовые батареи, прокатные цеха, совершенствовались технологии. Был освоен выпуск лужёной жести, тончайшей холоднокатаной листовой стали, углеродистой ленты. К середине 1970-х годов годовой объём производства достигал 15 млн тонн стали и 12 млн тонн готового проката. В 1982 году был построен и пущен в эксплуатацию цех углеродистой ленты. В 1990 году было запущено производство стали кислородно-конвертерным методом.

### После распада СССР
В 1992 году Магнитогорский металлургический комбинат был акционирован. К 1996 году объём производства снизился до 5,8 млн тонн в год. Производство стало всё в большей степени стало ориентироваться на экспорт (в некоторые годы доля экспорта в общем объёме выпуска достигала 70 %). Тем не менее продолжался переход на конвертерный метод производства стали, а также реконструкция действующего производства. Результатом внедрения экологичных технологий, а также сокращения выпуска стало улучшение экологической ситуации в Магнитогорске. В 2008 году объём производства стали на комбинате составил 12 млн т.
В конце декабря 2006 появилась информация о том, что владелец крупнейшей в мире металлургической компании Mittal Steel Лакшми Миттал сделал владельцам ММК предложение о покупке контрольного пакета акций компании. По неофициальным данным, данное предложение было отклонено собственниками ММК и не получило одобрения в администрации президента РФ.
23 апреля 2007 ММК провела IPO, продав 8,9 % акционерного капитала на Лондонской фондовой бирже, и привлекла $1 млрд инвестиций. Цена размещения составила $0,96 за 1 акцию. Вся компания была оценена в $11,2 млрд по цене размещения. Книга заявок была переподписана в 2,1 раза. Организаторами выступили инвестиционные банки — «Ренессанс Капитал», ABN Amro Rothschild, Morgan Stanley.
В середине 2009 года был введён в эксплуатацию прокатный стан-5000 производительностью 1,5 млн тонн/год, в том числе порядка 0,3 млн тонн/год термически обработанного листа (сырьё для производства труб большого диаметра). Инвестиции в проект составили 39,7 млрд руб. В 2011 и 2012 годах ММК запустил в листопрокатном цехе № 11 первую и вторую очереди стана-2000 холодной прокатки производительностью 2 млн тонн/год, инвестиции составили более $1,5 млрд.
В 2019 году была введена в строй аглофабрика № 5, что позволило значительно снизить выбросы бензапирена, диоксида серы и пыли. В июле 2020 года была завершена реконструкция стана-2500 горячей прокатки в листопрокатном цехе № 4, результатами реконструкции стали расширение сортамента, повышение качества и увеличение объёма выпуска готовой продукции.

#### Слияния и поглощения
В марте 2006 года в консорциуме с двумя компаниями из Саудовской Аравии и Пакистана ММК победил на торгах по продаже 75 % акций пакистанской металлургической компании Pakistan Steel, предложив за пакет $362 млн. При этом ММК досталось 40 % в консорциуме. Сделка была аннулирована Верховным судом Пакистана 23 июня 2006 года под предлогом того, что «правительство слишком дёшево продаёт „стратегический актив“».
В августе 2007 года компания купила 37,5 % акций производителя автокомпонентов ЗАО «Интеркос-IV» у Европейского банка реконструкции и развития. Также в августе 2007 года руководство компании подтвердило информацию о владении 5,37 % акций австралийской рудодобывающей компании «Fortescue Metals Group».
4 октября 2007 года компания объявила о приобретении 10,75 % акций ОАО «Белон» у её основного владельца Андрея Доброва. В 2010 году доля ММК в угольной компании была доведена до 83 %..
В ноябре 2011 года ММК сделал предложение акционерам австралийской горнодобывающей компании Flinders Mines о покупке её за $537 млн (с премией к рыночной цене в размере 92,5 %), это предложение было поддержано советом директоров австралийской компании. В случае покупки этой компании, разрабатывающей ряд месторождений железной руды на австралийском континенте, как предполагается, «Магнитка» уменьшит степень зависимости от сторонних поставщиков сырья (компания обеспечивает себя рудой только на 30 %).

## Собственники и руководство
Фактический контроль над компанией, по состоянию на осень 2020 года, принадлежит председателю её совета директоров Виктору Рашникову, являющемуся бенефициаром компании ОАО «Альтаир» (владеет 79,76 % акций ММК). Доля акций компании в свободном обращении составляет 20,24 %.

### Руководители комбината
- Завенягин Авраамий Павлович (1933—1937);
- Коробов Павел Иванович (1937—1939);
- Носов Григорий Иванович (1940—1951);
- Борисов Александр Филиппович (1951—1954);
- Воронов Феодосий Дионисьевич (1954—1960);
- Зудин Владимир Михайлович (1960—1961);
- Воронов Феодосий Дионисьевич (1961—1968);
- Филатов Андрей Дмитриевич (1968—1973);
- Галкин Дмитрий Прохорович (1973—1979);
- Радюкевич Леонид Владимирович (1979—1985);
- Ромазан Иван Харитонович (1985—1991);
- Стариков Анатолий Ильич (1991—1997);
- Рашников Виктор Филиппович (1997—2005);
- Сеничев Геннадий Сергеевич (2005—2006);
- Дубровский Борис Александрович (2011—2014);
- Шиляев Павел Владимирович (с 2014[29]).

## Деятельность
Комбинат представляет собой металлургический комплекс с полным производственным циклом, начиная с подготовки железорудного сырья и заканчивая глубокой переработкой чёрных металлов. Общая площадь комбината составляет 11834,9 га. Помимо материнской компании ПАО «ММК», в Группу ПАО «ММК» входит более 60 обществ, объединённых единой системой управления и контроля.

### Показатели деятельности
Согласно корпоративному отчёту за 2019 год, численность сотрудников ПАО «ММК» составляла 17,6 тыс. человек.
Выручка группы ММК за 2019 год по МСФО составила $7,566 млрд ($8,214 млрд в 2018 году), EBITDA — $1,797 млрд, чистая прибыль — $856 млн. Основная часть выручки (95,5 %) сформирована сегментом «Сталь (Россия)», доля стального сегмента Турции в выручке составила 6,9 %.
Всего в 2019 году группа ММК произвела 12,5 млн тонн стали и продала 11,3 млн тонн товарной металлопродукции. Доля продаж продукции с высокой добавленной стоимостью составила 48,4 %, а доля ММК в общем объёме продаж предприятий чёрной металлургии на российский рынок металлопроката — 17,4 % (самый высокий показатель среди российских металлургов по данным ИА «Металл Эксперт»). По итогам 12 месяцев 2019 года доля продаж на внутренний рынок (Россия и СНГ) выросла до 85 %.
Общий долг ММК по итогам 2019 года составил $870 млн, чистый долг имеет отрицательную величину — -$235 млн. Соотношение чистый долг/EBITDA составило −0,13x, что является одним из самых низких показателей долговой нагрузки среди мировых производителей стали. Остаток денежных средств и депозитов на счетах компании на конец 2019 года составил $1,105 млрд.
В 2022 году из-за санкций, закрывших экспортные рынки, «Магнитогорский металлургический комбинат» сократил производство чугуна на 30 % и остановил две доменные печи из восьми.
В январе-июне 2023 года «Магнитогорский металлургический комбинат» сократил EBITDA на 14,5% по сравнению с аналогичным периодом 2022 года, до 88,067 млрд рублей. Рентабельность по EBITDA — 25%. Выручка ММК за первое полугодие упала на 12,5%, до 352,7 млрд рублей, чистая прибыль - на 9,1%, до 51,618 млрд рублей. Чистый долг сохранил отрицательную величину — -84,183 млрд рублей. За 9 месяцев 2023 года по отчету РСБУ «ММК» увеличил чистую прибыль до 87,5 млрд руб. Выручка выросла на 6,3% до 487,3 млрд руб. Валовая прибыль увеличилась на 30,5% до 141,3 млрд руб, прибыль от продаж — на 53% до 98,98 млрд руб, прибыль до налогообложения — на 83%, достигнув 109,1 млрд руб.
Рейтинговое агентство АКРА присвоило в 2022 году ПАО «Магнитогорский металлургический комбинат» рейтинговую оценку AA+(RU) со стабильным прогнозом и ежегодно её подтверждает.

## Санкции
2 августа 2022 года, из-за вторжения России на Украину, Виктор Рашников попал в санкционный список США «против элиты и компаний в секторах экономики, приносящих значительный доход российскому режиму», одновременно под санкции попал Магнитогорский металлургический комбинат, так как он «обеспечивает существенный источник дохода для Правительства России».
19 октября 2022 года ММК включен в санкционный список Украины, так как комбинат «проводит совместные акции с Союзом добровольцев Донбасса, организацией российских наемников близкой к группе Вагнера», а также сотрудничает с АО «Камаз», производителем военных бронированных автомобилей.
19 мая 2023 года комбинат включён в санкционный список Великобритании, так как завод «продолжает играть ключевую роль в секторе, имеющем стратегическое значение» для ведения боевых действий России на Украине.

## Награды
- Ордена Ленина (30 сентября 1943 года)[47];
- Орден Трудового Красного Знамени (31 марта 1945 года)[47];
- Орден Ленина (12 февраля 1971 года) — за образцовое выполнение заданий по обеспечению народного хозяйства металлом и достижение высоких технико-экономических показателей[47];
- Орден Октябрьской Революции;
- Почётный знак Российской Федерации «За успехи в труде» (20 января 2022 года) — за большой вклад в развитие металлургической промышленности и высокие производственные показатели[48].

## В культуре
- «Магнитка» (А. Пахмутова — Н. Добронравов). Исполнитель Лев Лещенко (1981).